# Speakon

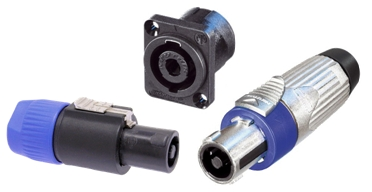
Speakon

Les connecteurs de type Speakon, créés par la firme Neutrik, sont généralement utilisés dans le cadre de la sonorisation et plus particulièrement pour effectuer la liaison entre un amplificateur et des enceintes de diffusion sonore. Le nom est une marque déposée de Neutrik AG.

## Description
Il existe plusieurs sortes de Speakon : 2 points, 4 points et 8 points. Ces connecteurs sont appréciés lorsqu'il s'agit de diffusion multi-amplifiée (graves, mediums et aigus sont amplifiés par des amplificateurs différents mais véhiculés par le même câble, deux fils à chaque amplification).
En effet, le Speakon est principalement utilisé pour transporter les signaux sonores déjà amplifiés, prêt à être diffusés par des enceintes passives.
Il est apprécié pour sa grande robustesse, sa facilité de branchement, et pour le fait qu’on ne puisse pas le retirer par simple traction (il faut presser sur une lamelle et effectuer une rotation).
Son inconvénient majeur reste son prix, et le fait qu'il est encore peu répandu sur le matériel grand public. Dans le monde professionnel, cette connectique est le standard le plus répandu.